# NGC 3500
NGC 3500 este o galaxie spirală situată în constelația Dragonul. A fost descoperită în 2 aprilie 1801 de către William Herschel.